# Дорошко, Пётр Онуфриевич
Петр Онуфриевич Дорошко (род. 11 (24) декабря 1910 , с. Тупичев Городнянского района, Черниговская область — 7 января 2001, Киев) — украинский поэт, писатель, военный журналист и путешественник. Участник литературной группы «Трактор» (1930—1934). Переводчик с польской, латвийской и русской литературы.

## Биография
Родился в селе Тупичев.
Окончил Харьковский университет (1933).
Печататься начал в 1928 году . В поэтических сборниках довоенного времени преобладают темы ударного труда, но также и лирические мотивы, локальный патриотизм (тема левобережного Полесья).
Ещё студентом становится членом литературного объединения «Трактор» (1930—1934), которое безапелляционно заявляло, что оно является «пролетарским отрядом писателей, пишущих о селе». Группа действовала во время Голодомора и отличалась одиозной «классовой установкой», в которой доминировали декларативность, схематизм.
Во время жизни в Харькове (сюда он перебрался ещё в 1923) был знаком с Майком Йогансеном и Николаем Бажаном, о которых впоследствии оставил воспоминания.
Участник Великой Отечественной войны . Писал фронтовые статьи в качестве военного журналиста.
События Великой Отечественной войны отражены в сборниках стихов «Сады Червонограда» (1943), «Дальнее зарево» (1945), «Сандомирский плацдарм» (1948).
В сборниках «Заполярья» (1950), «Живые источники» (1961) нашли творческий отклик многочисленные путешествия Дорошко по Сибири.
В поэме «Вилюйский узник» (1955) воспроизвел образ Николая Чернышевского .
Драматическая поэма «Вспышка ночью» (1965) посвящена Тарасу Шевченко.
Автор романа «Не повтори мою судьбу» (1968).

## Переводы
Перевел ряд произведений Янки Купала , Людмила Стоянова , Акакия Церетели , Райниса , Назима Хикмета , Коста Хетагурова , Юлиуша Словацкого, а также русских литераторов Пушкина , Крылова , Некрасова , Маяковского.